# Јован Бјелић
Јован Бјелић (Конатице, 1931 — Београд, 2009) био је српски гастроенетеролог, доктор медицинских наука, универзитетски професор, санитетски генерал-потпуковник, Начелник Војномедицинске академије у Београду.

## Живот и каријера
Рођен је 1931. године у селу Конатице, општина Обреновац. Основну школу и гимназију завршио је у Београду, где је матурирао у Првој мушкој гимназији.
По завршетку студије медицине завршио је 1959. године, обавезног лекарског стажа и Школе резервних официра Санитетске службе, до 1963. године радио је у трупи као начелник санитета Првог гардијског пука.
Специјализацију интерне медицине завршио је 1967. са одличним успехом. У оквиру супспецијализације из гастроентеролога, завршио је обуку за све ендоскопске дијагностичке и терапијске процедуре из области гастроентерологије у Клиници Бишат у Паризу.
Један је од оснивача Института за гастроентерологију ЈНА, касније Клинике за гастроентерологију ВМА, где је био начелник Одељења за функционалну дијагностику и хипотермију, а затим начелник Одељења за дигестивни тракт.
За доцента интерне медицине Војномедицинске академије изабран је 1974, а реизабран 1980. године. У чин генералмајора унапређен је 1991. године, у чин генерал-потпуковника 1995. године.
Заменик начелника Војномедицинске академије био је од 1986. до 1992. године, а начелник Војномедицинске академије од марта 1992. до јуна 1996. године.
Премину је у Београду 2009. године у 78 години живота.

## Дело
За време студија био је главни и одговорни уредник стручног часописа „Медицински подмладак” и потпредседник Савеза студената Београдског универзитета.
Пет година је био је предавач на последипломским студијама из гастроентерологије на Медицинском факултету у Београду и члан Државне комисије за гастроентерологију.
Објавио је више од стотину стручних и научних радо ва у домаћим и страним часописима.